# Памятник революции в Мославине

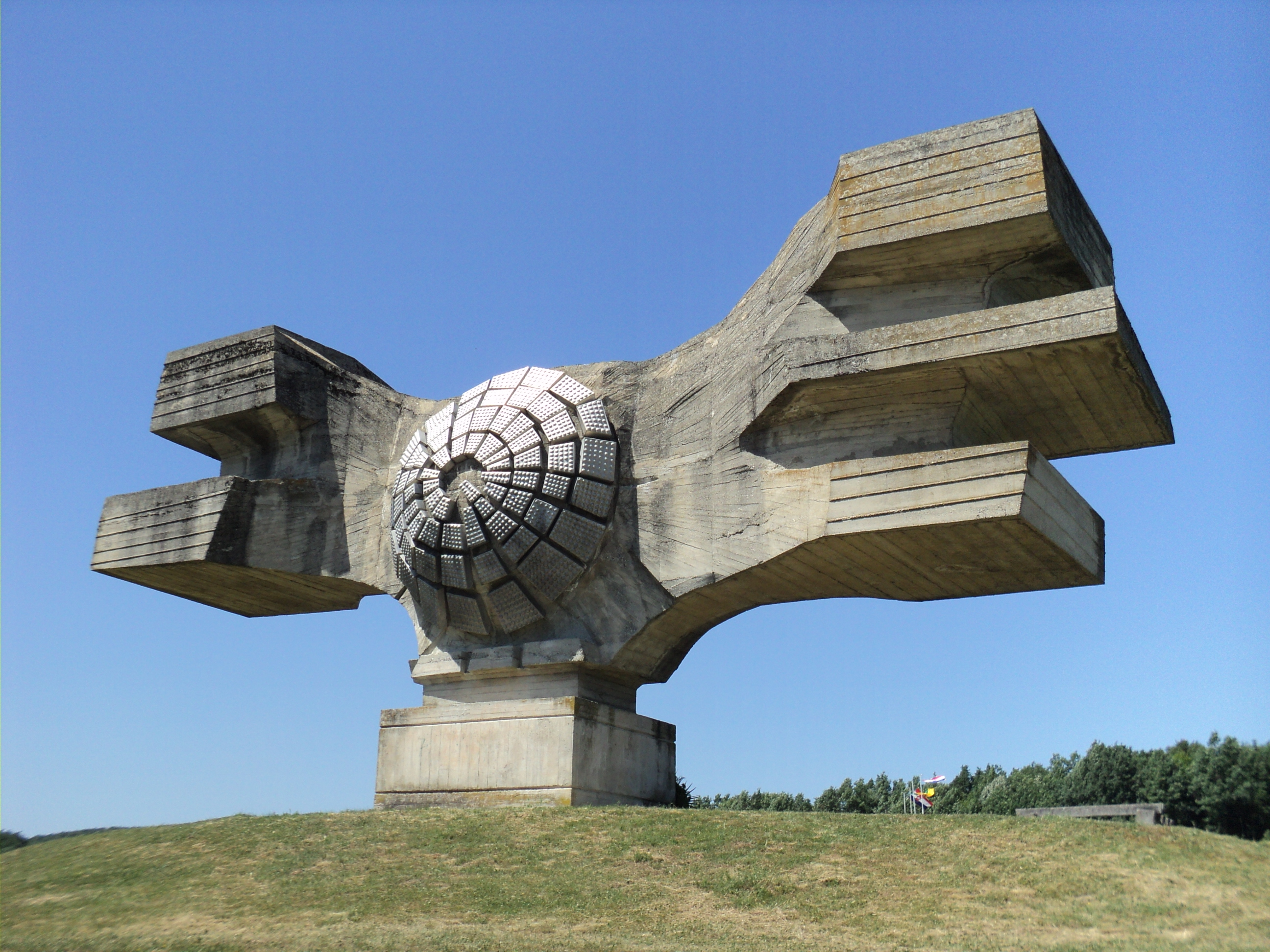

Памятник революции в Мославине, расположен в деревне Подгарич хорватской общины Берек и посвящён борьбе местного населения за свою независимость в ходе народно-освободительной Второй мировой войны. Автор скульптуры — югославский скульптор Душан Джамоня. Памятник открыт в 1967 году.
Железобетонная конструкция 10 метров в высоту и 20 в ширину изображает парящий абстрактный объект. Распахнутые «крылья», с одной стороны разделены на две пластины, а с другой на три. Центральное ядро, разбитое на соты, символизирует жизнь, а в целом скульптура — победу жизни над смертью.
В 2014 году назван телекомпанией CNN одним из самых уродливых памятников в мире.